# Серёжников, Андрей Артурович
Андрей Артурович Серёжников (род. 21 декабря 1966, Черкесск, Карачаево-Черкесская АО, РСФСР, СССР) — российский офицер госбезопасности и политический деятель. Сенатор Российской Федерации (с 2024 года). Входит в комитет СФ по обороне и безопасности.
Дважды кавалер ордена Мужества, кавалер ордена «За заслуги перед Отечеством» IV степени, имеет ряд других высших госнаград, генерал-лейтенант.

## Биография

### Происхождение
Родился 21 декабря 1966 года в городе Черкесск, СССР.
В 1995 году окончил КубГУ по специальности «Юриспруденция».

### Служба
С 1996 года служит в органах госбезопасности. Серёжников прошёл путь от оперативника до руководителя территориального органа ФСБ. Проходил службу на Северном Кавказе.
В 2013 году возглавил УФСБ по Чеченской Республике.
В 2016 году покинул пост начальника УФСБ по Чеченской Республике, об этом сообщил глава ЧР Рамзан Кадыров.
В 2016 году возглавил УФСБ по Хабаровскому краю.
В 2022 году покинул пост начальника УФСБ по Хабаровскому краю.
13 сентября 2024 года стало известно, что Андрей Серёжников будет назначен сенатором в СФ от исполнительной власти Хабаровского края. Об этом заявил губернатор Хабаровского края Дмитрий Демешин, после церемонии инаугурации.
С 2024 года Андрей Серёжников наделён полномочиями сенатора в СФ от правительства Хабаровского края. Документ о его назначении, был подписан губернатором Хабаровского края Демешиным (акт № 57 от 13.09.2024). Серёжников является членом комитета Совета Федерации по обороне и безопасности ФС РФ (постановление № 391-СФ от 25.09.2024).

## Награды
государственные
- орден Мужества (1996);
- орден «За военные заслуги» (2006);
- орден Мужества (2006);
- медаль ордена «За заслуги перед Отечеством» II степени (2009);
- орден «За заслуги перед Отечеством» IV степени (2010);
- орден Почёта (2016)[18].

региональные
- орден Кадырова (2013)[19][20].